# Lothar Knörzer
Lothar Knörzer (Karlsruhe, 4 agosto 1933) è un ex velocista tedesco.

## Palmarès
| Anno                                              | Manifestazione  | Sede      | Evento  | Risultato | Prestazione | Note |
| ------------------------------------------------- | --------------- | --------- | ------- | --------- | ----------- | ---- |
| In rappresentanza della Squadra Unificata Tedesca |                 |           |         |           |             |      |
| 1956                                              | Giochi olimpici | Melbourne | 4×100 m | Bronzo    | 40"3        |      |